# حسین‌آباد سوچ
حسین آبادسوچ روستایی در دهستان بلورد بخش بلورد شهرستان سیرجان استان کرمان ایران است.

## جمعیت
بر پایه سرشماری عمومی نفوس و مسکن در سال ۱۳۹۵ جمعیت این مکان ۶۰ نفر (۱۷خانوار) بوده‌است.